# Вербіца
Вербіца (рум. Verbița) — село у повіті Долж в Румунії. Адміністративний центр комуни Вербіца.
Село розташоване на відстані 233 км на захід від Бухареста, 51 км на захід від Крайови.

## Населення
За даними перепису населення 2002 року у селі проживали 996 осіб, усі — румуни. Усі жителі села рідною мовою назвали румунську.